# William Sprague IV
William Sprague, né le 12 septembre 1830 à Cranston et mort le 11 septembre 1915 à Paris, est une personnalité politique américaine. Il est gouverneur de Rhode Island de 1860 à 1863.

## Biographie
William Sprague naît le 12 septembre 1830 à Cranston. Il entre à 16 ans dans le comptoir de son père, associé principal de la A. and W. Sprague Manufacturing Company, puis devient, avec son frère, propriétaire de l'entreprise. Il est gouverneur de Rhode Island en 1860-1863 et est parmi les plus actifs des « gouverneurs de guerre ». Il part au front, participe à la première bataille de Bull Run et à la campagne péninsulaire et, en 1863, est élu au Sénat des États-Unis, après quoi il démissionne de son poste de gouverneur. Il siège au Sénat jusqu'en 1875 et reprend ensuite ses activités manufacturières. Il épouse en 1863 la célèbre Kate Chase, fille de Salmon P. Chase, dont il divorce par la suite.
William Sprague se retire dans sa ferme à Narragansett Pier et meurt le 11 septembre 1915 à Paris.